# Olivier Le Clerc de Juigné
Pour les articles homonymes, voir Le Clerc et Juigné.
Étienne-Charles-Olivier Le Clerc, comte de Juigné (Versailles, 30 juillet 1776 – Château de Plain-Marais à Beuzeville-la-Bastille, 6 janvier 1831), est un homme politique français du XIXe siècle.

## Biographie
Il est châtelain de Plain-Marais, Olivier Le Clerc de Juigné n'a encore aucune expérience politique lorsqu'il est élu, le 22 août 1815, député du collège de département de la Manche, par 105 voix (153 votants, 276 inscrits).
Il siège dans la majorité de la Chambre introuvable jusqu'au 5 septembre 1816, et ne fait pas partie d'autres assemblées.
Conseiller général de la Manche de 1816 à 1830, il préside le conseil général de la Manche en 1822.
Le comte de Juigné est d'autre part membre de plusieurs sociétés savantes dont la Société des antiquaires de Normandie.

## Ascendance et postérité
Olivier Le Clerc de Juigné est le fils cadet de Léon Marguerite Le Clerc, baron de Juigné (1733-1810), seigneur de Sainte-Mère-Église (1789), colonel du régiment de Soissonnais, admis aux honneurs de la Cour (1783), maréchal de camp (1780), député aux États généraux de 1789, et d'Adelaïde Elizabeth Olive (° vers 1750), fille de Jacques Étienne Antoine de Saint-Simon ( † 1768), vicomte de Courtomer (Orne).
Ses parents forment la branche cadette de la famille Le Clerc de Juigné.
- Le 29 juillet 1805, au château de Plain-Marais, Olivier Le Clerc de Juigné épouse Andrée Louise Aimée de Thiboutot (° 16 avril 1782), fille de Jean Léon de Thiboutot (° 1734), comte de Montgommery, dont  il eut :
  - Marie Elisabeth Rose Léontine (° 16 juin 1806 - Château de Plain-Marais † 1836), mariée avec Alfred Julien Philippe (° 1805), marquis de Beauffort, dont postérité ;
  - Antoinette Geneviève Caroline Claudine, mariée le 22 septembre 1815 à Paris, avec Charles Auguste Marie de Beauffort, dont postérité ;

## Armoiries
| Figure | Blasonnement |
|        | Armes de la famille Le Clerc de Juigné D'argent, à la croix de gueules, bordée-engrêlée de sable et cantonnée de quatre aigles du même, becquées et armées du second. |